# Bernard Herrero
Pour les articles homonymes, voir Herrero.
Bernard Herrero (dit « le Tigre »), né le 19 septembre 1957 à Toulon (Var), est un ancien joueur de rugby à XV français, évoluant au poste de talonneur. Il joue au RC Toulon, au Racing Rugby Club de Nice et en équipe de France (1,80 m pour 95 kg). 

## Biographie
Il fait partie d’une grande famille de joueurs de rugby à XV, avec André et Daniel Herrero. Il est également le beau-frère de Christian Cauvy. Tous jouent en équipe première du Rugby club toulonnais.
Il est restaurateur sur le port de Toulon. Sa carrière de joueur s'arrête après qu'un client querelleur lui a tiré au fusil dans l'abdomen et dans la hanche le 30 décembre 1988.
Reconverti entraîneur des Reichel Toulonnais, « le Tigre » s’exile un temps dans le Jura, à Saint-Claude, pour coacher le club local. Revenu à Toulon, il s’occupe du centre de formation et, en 1999, devient le directeur technique de l’équipe I, composée alors de la fameuse génération des « minots », doubles champions de France Reichel 1997 et 1998.

## Carrière

### En club
Joueur
- US La Seyne
- RC Toulon (-1976)
- RRC Nice (1976-1984)
- RC Toulon (1984-1988)

Entraîneur
- FC Saint-Claude (1993-1995)
- US Vinay (1995-1996)

### En équipe nationale
Il dispute son premier match en équipe de France le 19 février 1983 à Dublin contre l'Irlande, lors du Tournoi des cinq nations ( 22-16 ).
Sa deuxième et dernière sélection date du 31 mai 1986 contre l'Argentine, à Buenos Aires ( 15-13 ).

### Avec les Barbarians
Le 1er septembre 1984, il joue pour la première fois avec les Barbarians français contre les Harlequins au Stade de Twickenham. Les Baa-Baas l'emportent 42 à 20. Le 1er novembre 1984, il joue de nouveau avec les Barbarians français contre une équipe du Bataillon de Joinville à Grenoble. Les Baa-Baas l'emportent 44 à 22.

## Palmarès

### En club
- Championnat de France de première division :
  - Champion (1) : 1987 (Toulon)
  - Vice-champion (2) : 1983 (Nice) et 1985 (Toulon)
- Championnat de France cadets : 
  - Champion (1) : 1974 (Toulon)
- Challenge Gaudermen :
  - Vainqueur (1) : 1974 (Toulon)

### En équipe nationale
- 2 (+1 non officielle) sélections en équipe de France en 1983 et 1986
- Tournoi des Cinq Nations disputé : 1983
- Vainqueur du tournoi des cinq nations : 1983
- 2 fois Barbarians français en 1984